# Република Натал
Република Натал или Република Наталија (афр. Natalia Republiek) била је краткотрајна бурска република, основана 1839, након Битке код Крваве реке, где су поражени Зулу домороци. Главни град је био Питермарицбург. Република је освојена и анектирана од стране Британаца 1843. године.

## Историја
Први Европљани који су стигли до обала Натала, били су Португалци, односно експедиција Васка да Гаме 1497. године. Овој области су дали назив Натал (Божић), пошто су туда прошли за време Божића. Бури, које је предводио Питер Мауриц Ретиф, стижу у Натал током Велике сеобе, октобра 1837. године. Иако је 4. фебруара 1838. склопљен споразум са Динганом, краљем Зулуа, након два дана су по његовој наредби убијени Ретиф и још 66 Бура. У наредних недељу дана је масакрирано још 600 Бура насељених у Наталу. Поражени су и Енглези из Дурбана, који су стали на страну Бура. Око 400 удружених Бура је претпело пораз 11. априла, када су упали у заседу Зулуа. У децембру је Бурима пристигла помоћ од 460 људи под вођством генерала Андриса Преторијуса. У недељу 16. децембра их је напало 10.000 Зулуа, код реке, касније назване Крвава река. Након трочасовне борбе, Зулу ратници су потпуно поражени, изгубивши неколико хиљада људи, док међу Бурима није било мртвих. Битка код Крваве реке је демонстрирала потпуну надмоћ ватреног оружја у односу на копља домородаца.
Бури су основали Питермарицбург, као престоницу Републике Натал. Добила је име у част убијеној вође Питера Ретифа и преминулог Герхарда Марица. Питермарицбург је био седиште парламента (Фолксраад), који је имао 24 члана. Председници су се бирали на 3 месеца. У доношењу важних одлука су могли да учествују сви.
Републику Натал су анектирали Британци 12. маја 1843, створивши британску Колонију Натал. Њена територија је увећана, а 1910. се удружила у Јужноафричку Унију, заједно са Капском колонијом, Трансвалом и Орањем.